# Football total

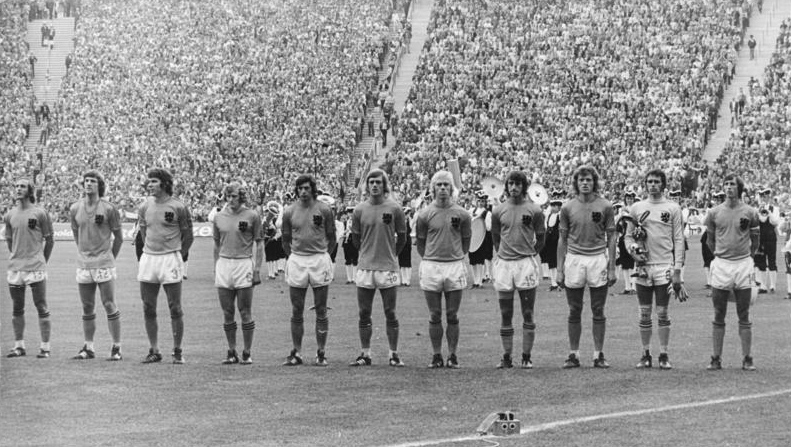
Équipe nationale des Pays-Bas en 1974

Le football total (en néerlandais : totaalvoetbal) est un principe de jeu de football introduit et mis en place par l'entraîneur néerlandais Rinus Michels lorsqu'il entraîne l'Ajax Amsterdam, l'équipe nationale des Pays-Bas et le FC Barcelone durant les années 1970.
Ce principe propose un jeu offensif basé sur le mouvement et la permutation des postes durant les matchs. Ainsi, au lieu de séparer les postes de défenseurs et d'attaquants, le football total oblige chaque joueur à participer à l'attaque et à la défense en fonction des moments du match. Les impressionnantes victoires de l'Ajax Amsterdam en Coupe d'Europe des clubs champions en 1971, 1972 et 1973 récompensent et mettent en lumière le principe de jeu.

## Historique
L'entraîneur néerlandais Rinus Michels est le principal inventeur de la notion de « football total ». Il se serait inspiré du style de jeu de Jack Reynolds, entraîneur anglais de l'Ajax Amsterdam à multiples reprises entre 1915 et 1947. Le principe du football total est basé sur la participation de tous les joueurs à toutes les phases de jeu, offensives ou défensives. Dans ce système, élaboré autour d'une formation 4-3-3, tous les joueurs doivent être capables de se muer en attaquants, milieux ou défenseurs. Les permutations de postes y sont essentielles, les défenseurs se retrouvent parfois aux avant-postes et à l'inverse, les attaquants en position de stoppeur. 
Le 4-3-3 demande aux joueurs de changer de position et de faire un pressing haut. Tous les joueurs de champ participent aux attaques. Les arrières latéraux remontent sur les côtés et même le gardien « volant » participe au jeu. Néanmoins, ce style de jeu implique une grande polyvalence des joueurs et surtout de solides capacités physiques et techniques.
Pour tenter de saisir l'esprit du football total on peut se reporter aux propos du défenseur de l'Ajax, Barry Hulshoff :
« Nous discutions tout le temps d'espace. Johan Cruyff parlait toujours de là où l'on devait courir et se tenir, et de quand rester immobile. »
« Il s'agissait de faire l'espace, de l'investir, et de l'organiser comme de l'architecture sur le terrain de football. »
La mise en place de ce système de jeu commence vers la fin des années 1960 à l'Ajax Amsterdam, entraîné par Rinus Michels. Ce style de jeu permet à l'Ajax d'atteindre la finale de la Coupe d'Europe des clubs champions dès 1969 (défaite contre contre le Milan AC). Michels a posé les bases sur lesquelles il s'appuie pour triompher : une préparation physique intense, véritablement révolutionnaire pour l'époque et le recours à des joueurs talentueux comme Johan Cruyff, Johan Neeskens ou Ruud Krol, essentiels dans son système.
Le football total de l'Ajax triomphe sur la scène européenne en 1971 sous les ordres de Michels puis en 1972 et 1973, sous la houlette de Stefan Kovacs. Rinus Michels exporte le football total en Espagne au FC Barcelone à partir de 1971.
Le football total connaît son apogée lors la Coupe du monde 1974. Rinus Michels qui a pris les rênes de l'équipe nationale des Pays-Bas, tente d'imposer son système de jeu dans la plus grande compétition du football. Forts de joueurs formés à l'Ajax comme Cruyff ou Neeskens, les Oranje dominent les plus coriaces adversaires, comme l'Uruguay (2-0), l'Argentine (4-0) ou le Brésil (2-0 lors de la demi-finale officieuse), et impressionnent les observateurs. Les Pays-Bas atteignent donc la finale du mondial et font même figurent de favoris contre l'Allemagne de l'Ouest, championne d'Europe en titre, qui joue à domicile. Les Néerlandais se lancent à l'attaque au coup d'envoi et affolent la défense allemande : ils ouvrent la marque sur pénalty dès la deuxième minute de jeu. Mais dans l'euphorie ils pêchent ensuite par excès de confiance et subissent la loi des Allemands qui parviennent à hisser leur niveau de jeu pour renverser la situation. La défaite 2 à 1 des Pays-Bas marque la fin symbolique du football total en tant que principe de beau jeu, au profit d'une organisation tactique moins spectaculaire, plus réaliste et efficace à l'image du jeu allemand.

## Influence du football total sur le jeu moderne
Même si le football total est considéré comme un principe révolu actuellement, il a permis de moderniser le football de son époque et certains de ses préceptes se sont imposés dans le football actuel. Ainsi, la préparation physique, l'usage du pressing haut et la polyvalence des joueurs sont des données inhérentes au football moderne, et issues du football total. Des milieux de terrain comme Johan Neeskens dans les années 1970 préfiguraient déjà les milieux modernes capables de défendre et d'attaquer. De même, la notion de possession de balle, du replacement et des permutations de postes sont devenus indissociables du jeu moderne, même si celui-ci n'a pas toujours vocation à être beau ou porté par un élan offensif.
Néanmoins, le football total tel qu'il était pratiqué dans les années 1970 fait sporadiquement des résurgences sur la scène européenne, notamment au sein des clubs où il fut développé, comme l'Ajax Amsterdam ou le FC Barcelone. Ces deux équipes voient souvent leur jeu qualifié de « football total » en raison de leur organisation tactique, le 4-3-3, et de leur volonté de pratiquer un jeu offensif et spectaculaire.

« Jouer au football est très simple, mais jouer simple au football, c'est la chose la plus difficile qui existe. »

— Johan Cruyff